# Hjangga
A hjangga (hangul: 향가, handzsa: 鄕歌, RR: hyangga) koreai irodalmi lírai műfaj, mely jobbára a Silla-korabeli népdalokat jelöli a 6. és a 10. század között. Csupán 25 hjangga (hyangga) szövege maradt fenn az utókorra.

## Története
A kínaiak már elég korán feljegyezték, hogy a koreaiak szeretnek táncolni és énekelni, olyan kötetekben, mint a Szan kuo cse (San guo zhi) (三國志, „A három királyság története”, 3. század) vagy a Hou Han su (Hou Han shu) (後漢書, „A kései Han-dinasztia könyve”, 5. század). A kínaiakat meglepte, hogy a koreai államokban mennyire gyakran tartanak táncos-zenés ünnepeket, sámánisztikus rituálékat. A 7. századtól az idu írás bevezetésével a korábban szájhagyomány útján terjedő dalokat le is jegyezték. A 9. század végén, 888-ban Szamdemok (Samdaemok) (삼대목, 三代目) címmel hjangga (hyangga)gyűjtemény is készült Sillában, azonban a 13. századi mongol invázió idején sok más feljegyzéssel együtt ez is elpusztult. Mára csupán néhány korabeli hjangga (hyangga) maradt fenn. Korabeli leírások szerint az átíráshoz használt kínai írásjegy alapú rendszert a kínaiak nem tudták elolvasni. A mai koreai nyelvészek számára is kihívást jelent az értelmezése, nem csak a rendszerről rendelkezésre álló kevés információ, de a koreai nyelv akkori állapotának hiányos ismerete és a fennmaradt leírásokban a korabeli írnokok által vétett hibák miatt is.

## Jellemzői
A hjanggák (hyanggák) jó része szájhagyomány útján terjedt, más részüket hjangcshal (hyangchal) (향찰) írással írták le, ami kínai írásjegyekkel próbálta meg visszaadni a koreai nyelv kiejtését. A hjangga (hyangga) nem tekinthető egységes, általános szabályok szerint leírható műfajnak, mind formai, mind tartalmi tekintetben nagy változatosságot mutatnak a művek. A fennmaradt hjanggák (hyanggák) között vannak négy-, nyolc- és tízsoros költemények. Kutatók szerint a sorok növekedése a forma fejlődését mutatja, azonban ezek a változatok nem egymás után, hanem egymás mellett léteztek. A fennmaradt tízsoros költeményeket kivétel nélkül egy-egy személy írta, míg a négy- és nyolcsorosak között vannak népdalok és sámánénekek is. Az általános vélekedés szerint a népi eredetű négysoros hjanggák (hyanggák)kal szemben a tízsorosakat szinte biztosan felsőbb osztálybeliek írták, például hvarang (hwarang)ok és buddhista szerzetesek, az utolsó két sorban ugyanis inkább a felsőbb osztályokra jellemző érzelmek és érdekek jelennek meg. A tízsorosak esetében az első négy sor a téma megjelölése, a következő négy az érzelem elmélyítése, az utolsó kettő pedig mély érzelmekkel telt felkiáltás erőteljes befejezéssel. Az utolsó két sor üteme is megváltozik. Ilyen például a Volmjong (월명, Wolmyeong) szerzetesnek tulajdonított Cse mangmega (Je mangmaega) (제망매가, „Óda elhunyt húgomhoz”, c. 742–765) című költemény is:
Az élet s halál útja
Előttünk áll rémítően.
El sem köszöntél,
Csak így elmentél?
Az ősz-reggeli szél
felkapja a leveleket.
Bár egy ágról valóak,
Nem tudják, hová lesznek.
Ó, hugom, míg találkozunk Amitábha kertjében,
Várnom kell, s járnom Buddha útját.
A hjanggákat (hyanggákat) énekelve adták elő, így a forma a dallamhoz igazodik. Egy-egy időmértékes szegmens három vagy négy szótagból áll.

## Fennmaradthjanggák(hyanggák)
Az utókorra fennmaradt hjanggák (hyanggák):
| Szerző                                     | Cím átírva                                                     | Cím koreaiul | Keletkezés dátuma |
| ------------------------------------------ | -------------------------------------------------------------- | ------------ | ----------------- |
| Mu pekcsei király                          | Szodongjo (Seodongyo)                                          | 서동요       | c. 600            |
| Jungcshon (융천, Yungcheon) mester         | Hjeszongga (Hyeseongga)                                        | 혜성가       | 594               |
| ismeretlen                                 | Phungjo (Pungyo)                                               | 풍요         | c. 635            |
| Kvangdok (광덕, Gwangdeok) vagy a felesége | Von vangszengga (Won wangsaengga)                              | 원왕생가     | c. 661–681        |
| Tugo (득오, Deugo)                         | Mo csukcsirangga (Mo jukjirangga)                              | 모죽지랑가   | c. 692–702        |
| öreg pásztor                               | Honhvaga (Heonhwaga)                                           | 헌화가       | c. 702–737        |
| Sincshung (신충, Sinchung)                 | Vonga (Wonga)                                                  | 원가         | 737               |
| Volmjong (월명, Wolmyeong) mester          | Toszolga (Dosolga)                                             | 도솔가       | 760               |
| Volmjong (Wolmyeong) mester                | Cse mangmega (Je mangmaega)                                    | 제망매가     | c. 742–765        |
| Cshungdam (충담, Chungdam) mester          | Anminga                                                        | 안민가       | 765               |
| Cshungdam (Chungdam) mester                | Cshan kipharangga (Chan giparangga)                            | 찬기파랑가   | c. 742–765        |
| Himjong (희명, Huimyeong)                  | To cshonszu kvanumga (Do cheonsu gwaneumga)                    | 도천수관음가 | c. 762–765        |
| Jongdzse (영재, Yeongjae) mester           | Udzsokka (Ujeokga)                                             | 우적가       | c. 785–798        |
| Cshojong (Cheoyong)                        | Cshojongga (Cheoyongga)                                        | 처용가       | 879               |
| Kjunjo (균여, Gyunyeo) nagymester          | Pohjon sibvonga (Bohyeon sibwonga) (11 dalból álló gyűjtemény) | 보현십원가   | 923–973           |